# Berndt Sköldestig
Berndt Tore Sköldestig, född 29 september 1944 i Gusums kyrkobokföringsdistrikt i Östergötlands län, död 13 april 2006 i Mjölby,, var en svensk politiker (socialdemokrat), som var ordinarie riksdagsledamot 1998–2006 (dessförinnan ersättare sedan 1996).
Han var invald i riksdagen för Östergötlands läns valkrets.